# Bush Mountain
Pour les articles homonymes, voir Bush.
Bush Mountain est un sommet des montagnes Guadalupe, aux États-Unis. Il culmine à 2 631 mètres d'altitude dans le comté de Culberson, au Texas. Il est protégé au sein du parc national des Guadalupe Mountains et de la Guadalupe Mountains Wilderness.